# La Matanza (El Salvador)

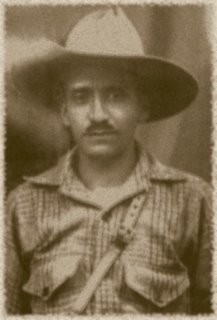
Farabundo Martí wurde bereits vor dem Aufstand verhaftet. Am 31. Januar 1932 wurde er durch Erschießen hingerichtet.

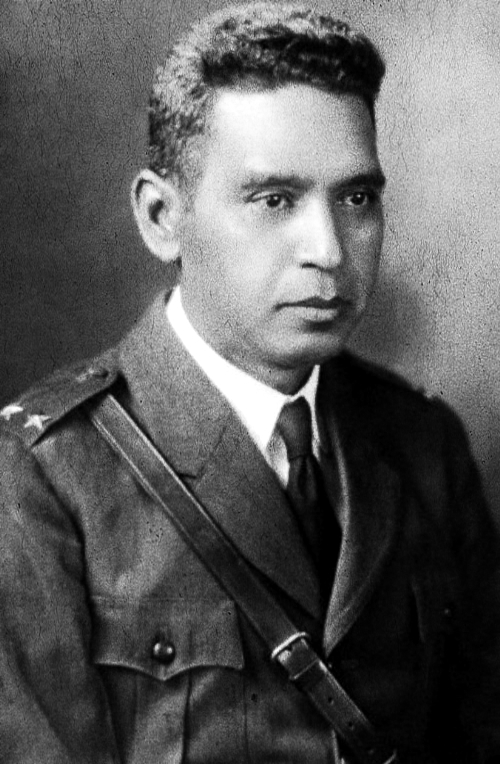
General Maximiliano Hernández Martínez, unter dessen Präsidentschaft die Massaker stattfanden

Als „La Matanza“, spanisch für „das Gemetzel“, wird eine Serie von Massakern in El Salvador bezeichnet, begangen 1932 nach der Niederschlagung eines Bauernaufstandes durch Regierungstruppen unter General Maximiliano Hernández Martínez. Dabei wurden zwischen 10.000 und 40.000 Menschen getötet. Auf Grund der gezielten Ermordung Indigener, insbesondere Angehöriger der Pipil-Ethnie, und des nachfolgenden Verbots der Sprache Nawat (Pipil) trugen die Verbrechen gleichzeitig den Charakter eines Genozids und eines Ethnozids.

## Voraussetzungen
In den Jahren von 1880 bis 1930 machte El Salvador einen radikalen wirtschaftlichen und politischen Wandel durch: Die Regierungspolitik zielte auf die Ausrichtung der Wirtschaft des Landes auf den Kaffee-Export. Durch zwei Regierungsdekrete 1881 und 1882 wurden die Eigentumsrechte der indigenen Gemeinden aufgehoben und die gemeinschaftlich bewirtschafteten Ejidos aufgelöst. In der Folge der Zwangsprivatisierung des kommunalen Landes ging dieses in die Hände einiger Großgrundbesitzerfamilien über. Den Indigenen wurde so die Grundlage der Subsistenzwirtschaft genommen; sie waren fortan gezwungen, auf den Kaffeeplantagen zu arbeiten. Neben der Produktion wurden auch Verarbeitung, Vermarktung und Export des Kaffees von einigen Ladino-Familien kontrolliert. Der Kaffee machte in den 1920er Jahren bis zu 90 % der Exporteinnahmen aus. In dieser Zeit kam es gleichzeitig zu einer Militarisierung der Agrarbetriebe, um lokale Revolten niederzuschlagen.
Bei den Kommunalwahlen 1927 in Izalco erhielt der Pipil Pedro Mauricio aus Nahuizalco die Stimmenmehrheit. Die Großgrundbesitzer erreichten die Annullierung seiner Wahl mit der Begründung, dass Mauricio Analphabet sei.
Von 1927 bis 1930 kam es unter den Regierungen Pío Romero Bosque und Arturo Araujo zu einer Liberalisierung, in deren Rahmen Gewerkschaften zugelassen wurden. Am 30. März 1930 wurde die Salvadorianische Kommunistische Partei (Partido Comunista Salvadoreño) gegründet. 1931 wurde sie unter Präsident Arturo Araujo als Partei zugelassen und ihre Teilnahme an den Parlaments- und Kommunalwahlen im Januar 1932 genehmigt.
Die Phase der Liberalisierung endete, als nach einem rapiden Fall der Kaffeepreise ein Militärputsch im Dezember 1931 den General Maximiliano Hernández Martínez an die Regierung brachte. Das Ziel der landlos gewordenen Bauern, das verlorene Land zurückzuerlangen, schien nur durch aktiven Widerstand erreichbar. Bei den Wahlen am 3. Januar 1932 gewann die Salvadorianische Kommunistische Partei in vielen Gemeinden die Mehrheit. General Hernández ließ daraufhin die Wahlen annullieren.

## Vorbereitungen der Kommunistischen Partei El Salvadors auf den Aufstand
Das Zentralkomitee der Salvadorianischen Kommunistischen Partei hatte den 16. Januar 1932 um 12 Uhr nachts als Beginn eines Aufstandes geplant. Der Aufstand wurde zuerst auf den 19. und dann auf den 22. Januar 1932 verschoben. In der Nacht des 19. Januars 1932 wurde das zentrale Versteck zur Vorbereitung des Aufstandes von der Polizei umstellt und durchsucht. Der für die Vorbereitung des Aufstandes verantwortliche Agustín Farabundo Martí sowie die Studenten Alfonso Luna Calderón und Mario Zapata wurden verhaftet. Es wurde Agitationsmaterial für den Aufstand beschlagnahmt und an die Presse weitergereicht. Im 6. Infanterieregiment in San Salvador wurden Truppenteile ausgemacht, welche mit dem geplanten Aufstand in Verbindung standen. Der Versuch Aufständischer, eine Kavalleriekaserne einzunehmen, schlug fehl. Am 20. Januar 1932 verhängte die Regierung in sechs Departamentos im Westen El Salvadors den Ausnahmezustand. Landesweit wurde eine Pressezensur verhängt, Veröffentlichungen waren vorab dem Direktor der Polizei vorzulegen. Schon vor der Einschränkung der bürgerlichen Rechte hatte die Armee strategische Punkte mit schwer bewaffneten Truppen besetzt.
Die Regierungspresse berichtete:

„[…] Gruppen von Landarbeitern […] die durch die roten Katechisten aufgehetzt worden waren, rebellierten gegen ihre Arbeitgeber und forderten mehr Lohn und bessere Lebensbedingungen. Und als ob dies nicht schon eine klare und überzeugende Äußerung der Absichten wäre, den legalen und sozialen Zustand der Beziehung zwischen Kapital und Arbeit zu verletzen, wurde vor zwei Tagen ein revolutionärer Plan aufgedeckt, der vorsah, eine Kaserne in der Hauptstadt durch einen Angriff einzunehmen, was durch die ausführlichen Informationen der Organe der nationalen Presse ja schon bekannt gemacht wurde […] hat die Regierung sich gezwungen gesehen, drastische Anordnungen zu erlassen, die die vereinzelt aufkommenden Keime des Kommunismus ersticken sollen, die sich schon in verschiedenen Teilen der Republik äußern.“

In der Nacht zum 20. Januar 1932 traf sich der Rest der Leitung der Kommunistischen Partei. Manche schlugen vor, den Aufstand abzusagen. Sie argumentieren, dass der Überraschungseffekt durch die Verhaftungen verloren sei. Die Parteiführung entschied sich für die Durchführung der Pläne mit Änderungen, über welche die Parteibasis allerdings nicht mehr informiert werden konnte.
Die Führer der Pipil-Bauern hatten sich auf den Beginn des Aufstandes eingestellt, und die Ungeduld der enteigneten und verarmten Indigenen, ihr Land und ihre kommunale Selbstverwaltung wiederzuerlangen, war groß. Die Entwicklungen hatten eine von der Parteipolitik unabhängige Dynamik bekommen.

## Der Aufstand
In der Nacht vom 22. auf den 23. Januar 1932 besetzten Tausende Landarbeiter mit Macheten, Cumas und ein paar Gewehren verschiedene Ortschaften in den Departamentos Sonsonate und Ahuachapan. Als erste Stadt wurde Juayúa von Aufständischen unter Führung von Francisco Sánchez besetzt. Dieser ließ sämtlichen Alkohol weggießen, um jegliche Trunkenheit seiner Anhänger zu verhindern. Außerdem ließ er sich die Landtitel vom Grundamt aushändigen, um eine Landverteilung unter den ihn unterstützenden Bauern vorzubereiten. Die Frauen mussten rote Kleider tragen, die Farbe der Partei des Revolutionärs Sánchez.
In Izalco war es der indigene Bauernführer Feliciano Ama, der die dortigen Bauern zum Rathaus führte. Die Indigenen warnten den Bürgermeister Miguel Call und forderten ihn auf zu gehen, doch der weigerte sich und erschoss zwei Indigene. Daraufhin wurde Miguel Call erschossen. Sein designierter Nachfolger Rafael Castro kam ebenfalls ums Leben.

Von Westen: Ahuachapán, Sonsonate, Santa Ana, La Libertad. In diesen Departamentos fand der Aufstand statt.

Feliciano Ama zog mit Bauern aus Izalco in die Departementshauptstadt Sonsonate. Dort töteten Aufständische aus Juayúa den Bürgermeister, doch die Großgrundbesitzer beschuldigten den ihnen verhassten Ama. Dieser floh nach Izalco und versteckte sich in den dortigen Hügeln, wurde jedoch von Soldaten der Garnison Izalco unter Kommandant Cabrera aufgespürt, ergriffen und im Ortszentrum Izalcos gehängt.
Auch die Rebellenhochburg Juayúa wurde von der Armee schnell gestürmt. Francisco Sánchez wurde ergriffen, durch die umliegenden Dörfer geführt und anschließend zusammen mit Kameraden erschossen.
In der Umgebung von Nueva San Salvador wurde erbittert gekämpft. Das Militär war informiert, diszipliniert und hatte überlegene Feuerkraft. Nach drei Tagen war der Aufstand niedergeschlagen.
Bis dahin waren noch nicht viele Aufständische bei diesen Kämpfen gestorben. Noch geringer waren die Verluste unter den Vertretern der Macht. In Juayúa starben der Großgrundbesitzer Emilio Radaelli, dessen Frau und der Kommandant der Stadt, Coronel Mateo Vaquero, in Colón der Sekretär des Municipio, Efraín Alvarenga, der Polizist Damasio Cruz und der dortige Kommandant Coronel Domingo Carlos Campos. Insgesamt starben auf Seiten der Staatsmacht und der Großgrundbesitzer kaum mehr als 20 Personen, nach anderen Angaben 20 Zivilisten und 30 Militärangehörige.

## La Matanza
Erst nach Ende der Kämpfe gab es La Matanza, die „Schlächterei“, einen der opferreichsten Massenmorde in der jüngeren Geschichte Lateinamerikas. An den Orten des Aufstandes wurden alle der Teilnahme am Kampf verdächtigen Männer über 18 Jahre ohne Gerichtsverfahren erschossen. Das Massaker beendete die indigene Kultur El Salvadors. Menschen wurden getötet, weil sie das indigene Nawat (verwandt mit dem Nahuatl Mexikos) sprachen oder die ständische Kleidung der Pipiles trugen. Journalisten wurden von den Orten der Massaker ferngehalten. Augenzeugen berichteten später, dass Regierungstruppen Menschen ohne Unterschied ermordet haben, Frauen aus den Dörfern vergewaltigt und Ortschaften, in welchen der Aufstand zunächst erfolgreich war, geplündert haben.
Die Sicherheitskräfte ermordeten insgesamt zwischen 8.000 und 30.000 Menschen, in ihrer großen Mehrheit Pipil-Bauern. In den indigen geprägten Gemeinden Izalco, Nahuizalco, Tacuba und Juayúa wurden nach Schätzungen 28,5 Prozent der Bevölkerung ermordet, nahezu jede männliche Person über 12, die nicht fliehen konnte. Dabei kamen auch Schnellfeuerwaffen und Bomben der Luftwaffe zum Einsatz. Die Massenerschießungen dauerten etwa einen Monat an. Die Nawat-Sprache der Pipil wurde in der Folge verboten und so innerhalb weniger Jahrzehnte an den Rand des Aussterbens gebracht.

## Legión Nacional Pro-Patria
Die Bourgeoisie organisierte die Legión Nacional Pro-Patria, eine paramilitärische Miliz, welche der regulären Armee an Grausamkeit nicht nachstand. In wenigen Monaten brachte sie massenhaft Landarbeiter, Arbeiter und Studenten um. Es wurden Hunderte Morde aus persönlicher Rache, Vergewaltigungen von Frauen und Gewalttaten an Kindern und alten Leuten verübt.

## Zahl der Opfer

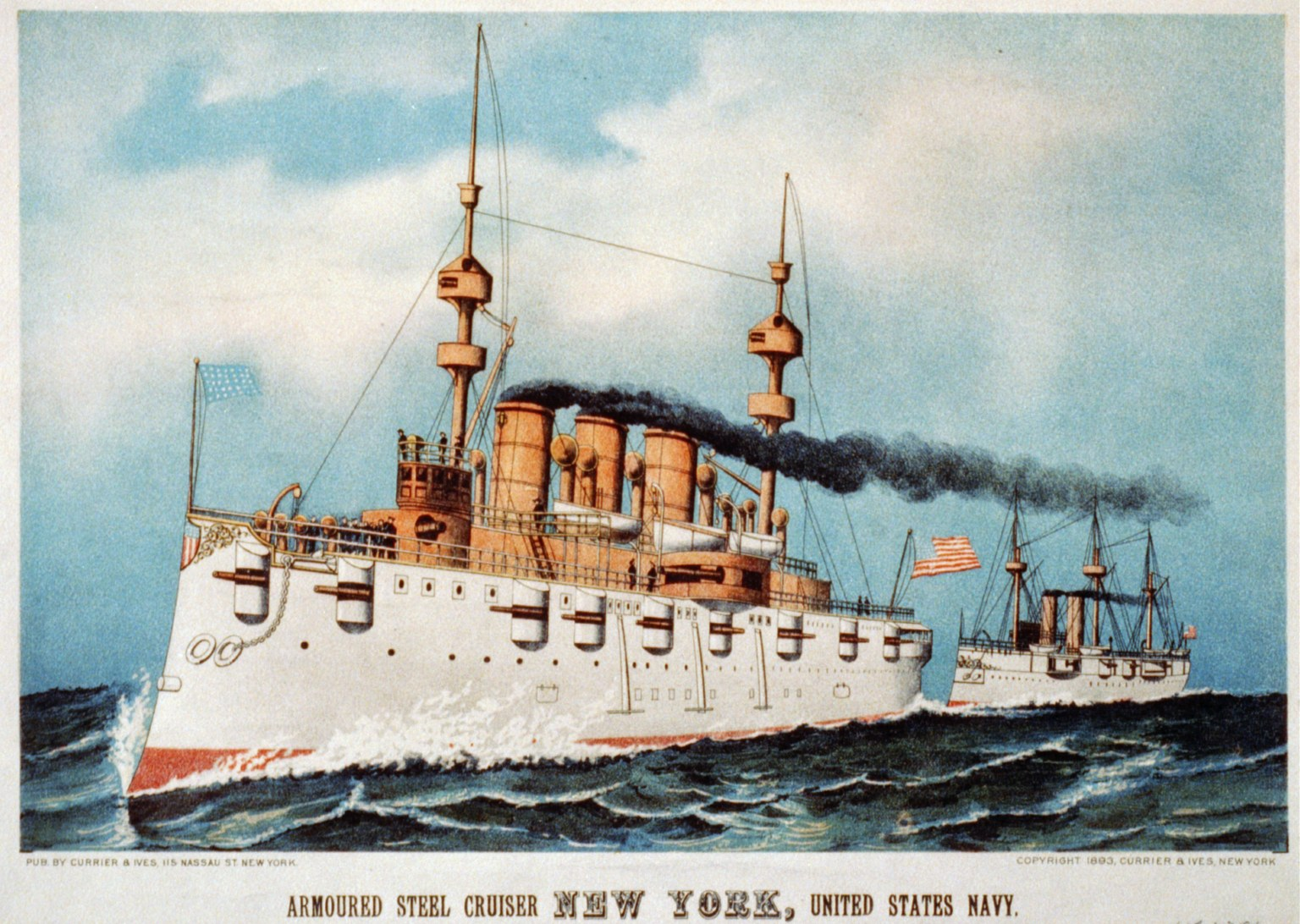
USS Rochester (CA-2)

Ende Januar 1932 ankerten im Hafen von Acajutla das USS Rochester (CA-2) sowie HMCS Skeena (D59) und Vancouver (F6A). Ihre Kommandanten erklärten, ihre Aufgabe sei der Schutz ihrer Landsleute. Dabei boten sie den Einsatz ihrer Marineinfanteristen an Land gegen die Aufständischen an.
Divisionsgeneral José Tomas Calderon (alias Chaquetilla), der Leiter der Operation im Westen El Salvadors, erklärte:

„Ich kam in Acajutla am 29. Februar 1932 um 10:30 morgens an. Der Hafenkommandant teilte mir mit, dass die Engländer den Kriegsschiffen vom Land aus schon angekündigt hatten, dass ich zum Hafen käme, und er sprach erneut sein Misstrauen aus, indem er sagte, dass jede Angriffsdrohung das Ausschiffen der Marineinfanteristen herbeiführen würde, denn anscheinend traute er der Sache nicht, dass die kommunistische Bewegung schon unter Kontrolle gebracht worden war. Dies veranlasste mich, eine Inspektionsvistite bei den Hafenbüros zu machen, wo ich den Kapitän der Marineinfanterie traf, der mir durch den englischen Vizekonsul vorgestellt wurde. Aus dem, was mir dort der englische Kapitän in korrektem Spanisch sagte, schloss ich, dass man auf den Kriegsschiffen nicht glaubte, dass die Regierung im ganzen Land die Ordnung wirksam garantieren könnte und die kommunistische Bewegung sich schon ihrem Ende nähere, setzte ich eine Depesche mit folgendem Wortlaut auf, um sie durch Zeichen an die Schiffe weiterzuleiten: "Der Operationschef der Westregion der Republik, Divisionsgeneral José Tomas Calderon, grüßt hochachtungsvoll den Admiral Smith und den Kommandanten Bradeur der Kriegsschiffe Rochester, Skeene und Vancouver im Namen der Regierung des Generals Martinez und in seinem eigenen Namen, und er freut sich, ihnen mitzuteilen zu können, dass in El Salvador der Frieden wiederhergestellt ist; dass die kommunistischen Offensive völlig niedergeschlagen und zersprengt wurde und wir vor ihrer vollständigen Ausrottung stehen. Es wurden schon 4.800 Bolschewisten liquidiert.“

Der costa-ricanische Schriftsteller Vicente Sáenz sprach im Januar 1933 mit General Maximiliano Hernández Martínez. In seinem Buch Rompiendo Cadenas schreibt er, dass Hernández zu den Schätzungen, welche im Ausland zu den Toten der Woche mit 12.000 angegeben wurden, erklärte: „Die ausländischen Zeitungen haben die Gesamtzahl übertrieben. Ich selbst weiß es nicht mit Sicherheit. Aber ich schätze, dass es kaum 4.000 sein werden.“
In der Fußnote von Sáenz heißt es:

„Andere, darunter selbst salvadorianische Zivilbeamte und Militärchefs, die über diese schreckliche Schlächterei gut unterrichtet waren, haben noch höhere Zahlen genannt.“

William Krehn, der Korrespondent der Zeitschrift Time, welcher mit Hernández Martínez sprach, sagte in Democracia y Tiranía en el Caribe, Hernández habe ihm erklärt, es seien nicht mehr als 2.000 Tote oder höchstens ein paar mehr.
Der Dichter und Revolutionär Roque Dalton nennt eine Zahl von mehr als 30.000 Toten.
Es gibt in El Salvador minutiös geführte Bilanzen von Fincas, in welchen der Verlust der Hintersassen registriert ist.

## Hinrichtung von Marti, Luna, Zapata
Am 30. Januar 1932 um 6 Uhr abends eröffnete ein Militärgericht das Verfahren gegen Agustín Farabundo Martí, Alfonso Luna und Mario Zapata.
Am 31. Januar 1932 um 6 Uhr morgens wurde das Urteil bekannt gegeben: Marti, Luna und Zapata wurden zum Tode durch Erschießen verurteilt. Das Urteil wurde am 1. Februar vollstreckt.

## Tatwaffen
Miguel Márol berichtete Roque Dalton:

„Der Lastwagen fuhr mit hoher Geschwindigkeit in Richtung meiner engeren Heimat, wie ich feststellen konnte, als eine Gruppe von Soldaten in Casamata das Fahrzeug stoppte und kontrollierte. 17 mit Mausergewehren bewaffnete Nationalpolizisten bewachten uns auf der Fahrt. Der Chef der Gruppe, ein Hauptmann namens Alvarenga, trug eine automatische Pistole deutscher Fabrikation, die man ‚Solotur‘, nannte und fuhr in der Kabine mit. Er sollte wenige Monate später an einem Darmfieber sterben. Vielleicht haben alle die Verbrechen wie das, was er gerade im Begriff war zu begehen, ihre Spuren in ihm hinterlassen.“

- Mit Mausergewehr ist das Gewehr 98 gemeint, welches ab 1917 bei der Deutschen Waffen- und Munitionsfabriken AG hergestellt wurde.
- Mit „Solotur“ ist die Astra 900 gemeint, welche bei Astra Unceta Y Compañia S.A. mit Lizenz der Berlin-Karlsruher Industrie-Werke AG hergestellt wurde. Die Berlin-Karlsruher Industrie-Werke AG hatte auf Grund des Vertrages von Versailles ihre Entwicklungsabteilung als Waffenfabrik Solothurn in die Schweiz verlegt.

## Gedenken an die Massaker

### „Rettung vor dem Kommunismus“
Die Partei der Todesschwadronen, die Alianza Republicana Nacionalista (ARENA), gedenkt mit Zustimmung und Nostalgie der „Ereignisse von 1932“ und des „Retters des Vaterlandes“ General Maximiliano Hernández Martínez. Sie wählte 1981 als Gründungsort Izalco, wo 1932 über ein Viertel der Bevölkerung getötet und so nach ihrer Aussage „das Land vor dem Kommunismus gerettet“ wurde. Traditionell startet sie hier ihre landesweiten Wahlkampagnen mit ihrer Parteihymne, in der es heißt: „El Salvador wird das Grab sein, wo die Roten ihr Ende finden werden“ (El Salvador será la tumba donde los rojos terminarán). Auch die salvadorianische Armee bezieht sich noch heute in ihrer Tradition positiv auf General Maximiliano Martínez, die Unterdrückung der „kommunistischen Subversion“ 1932 und auf den Gründer der Todesschwadronen und der ARENA in den 1980er Jahren, Roberto D’Aubuisson Arrieta.

### Guerilla in der Tradition der Aufständischen von 1932
Eine Fraktion der PCS gründete am 1. April 1970 die Untergrundbewegung Fuerzas Populares de Liberación Farabundo Martí und nahm den Guerillakampf auf. Mit der Namensgebung nach Farabundo Martí stellte sie sich in die Tradition des Aufstands. Am 10. Oktober 1980 war sie an der Gründung der Guerillaorganisation Frente Farabundo Martí para la Liberación Nacional (FMLN) beteiligt, die diesen Namen übernahm.

### Gedenken an die Toten
Seit dem Genozid war es in einer Atmosphäre extremer Repression und Angst nicht möglich gewesen, der Toten von 1932 zu gedenken. Die Friedensvereinbarungen vom 16. Januar 1992 eröffneten erstmals eine Perspektive, über die Verbrechen von 1932 öffentlich in El Salvador zu sprechen. Gegenüber der Kirche Mariä Himmelfahrt (Iglesia la Asunción) in Izalco befindet sich El Llanito, eines der größten Massengräber aus der Zeit der Matanza. Im Januar 2001 begann Juliana Ama, Lehrerin in Izalco, eine Aktivistin für die Rechte ihres Volkes, Pipil, und Großnichte des 1932 an diesem Ort gehenkten Bauernführers Feliciano Ama, Gedenkfeiern in El Llanito zu organisieren, die seither jährlich um den Jahrestag des Gemetzels unter Beteiligung des katholischen Pfarrers der Iglesia la Asunción und indigener Gruppen stattfinden.